# Shukri al-Quwwatli
Shukri al-Quwwatli (in arabo شُكري بن محمود بن عبد الغني القُوَّتلي‎?, Shukrī b. Maḥmūd b. ʿAbd al-Ghanī al-Quwwatlī; Damasco, 6 maggio 1891 – Beirut, 30 giugno 1967) è stato un politico siriano; fu Presidente della Repubblica di Siria dal 1943 al 1949 e dal 1955 al 1958.

## Carriera politica
La carriera politica di Quwwatlī ebbe inizio con la sua partecipazione al Blocco Nazionale, una coalizione politica che guidò il movimento indipendentista siriano contro il dominio del mandato francese in Siria.

In precedenza egli aveva aderito al movimento clandestino al-Fatāh, un gruppo indipendentista nella Siria ottomana e venne arrestato nel 1916 per il suo attivismo politico.

Durante la sua prigionia, temendo di essere costretto a rivelare sotto tortura i nomi dei suoi amici, tentò il suicidio tagliandosi le vene, ma venne salvato in extremis dal suo amico e compagno di cella, nonché medico, Aḥmad Qādrī.
Venne rilasciato dopo la fine della prima guerra mondiale per servire come funzionario pubblico nel governo indipendentista di Re Faysal nel corso della breve esperienza del Regno arabo di Siria.

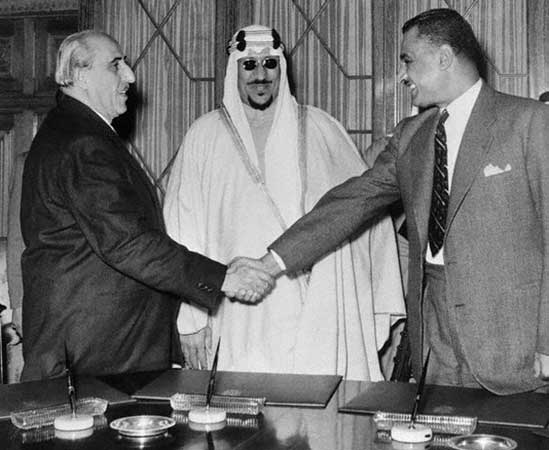
Shukrī al-Quwwatlī (a sinistra) con Nasser dopo la firma il 15 marzo 1956 di un accordo tripartito (Egitto, Siria, Arabia Saudita) contro ogni aggressione sionista al mondo arabo. Al centro il re saudita Saʿūd b. ʿAbd al-ʿAzīz Āl Saʿūd.

Quando venne proclamato il mandato francese in Siria nel 1920, le autorità francesi lo condannarono a morte. Per evitare l'esecuzione Quwwatlī fuggì prima in Egitto e poi a Ginevra, dove collaborò ad organizzare il Congresso Siriano-Palestinese in esilio, insieme ad altri esuli politici provenienti dalla Siria, dal Libano e dalla Palestina.
Nel 1924 fece ritorno in Siria dove partecipò alle rivolte anti-francesi del 1925 - 1927, sebbene entrò quasi subito in conflitto con il leader druso del movimento, Sulṭān al-Atrash a causa delle simpatie verso la dinastia hashemita irachena di quest'ultimo.

Esiliato nuovamente nel 1927 poté entrare nuovamente in Siria con l'amnistia generale del 1932. Grazie alla sua vicinanza con Hāshim al-Atāssī, futuro Presidente della Repubblica, la stella di Quwwatlī emerse all'interno del Blocco Nazionale.
Dopo le dimissioni di al-Atāsī dalla presidenza nel 1939, la Siria cadde sotto il totale dominio della Francia prima e dell'occupazione britannica poi. In questo periodo il Blocco Nazionale rimase la punta dell'iceberg del movimento indipendentista siriano, e quando si tennero le prime elezioni nel 1943 esso promosse ed ottenne l'elezione alla Presidenza della Repubblica di Quwwatlī.

La preoccupazione principale del neoeletto presidente fu di trattare con la Francia per ottenere l'indipendenza. Durante il suo mandato egli promosse un emendamento alla costituzione che eliminava il limite di un mandato per l'elezione alla carica di Presidente della Repubblica, grazie al quale venne eletto nuovamente nel 1948.
A causa della vittoria degli israeliani sulle forze arabe nel 1948, e per l'insoddisfazione della condotta politica di al-Quwwatlī, il suo governo venne rovesciato da un colpo di Stato nel marzo del 1949 condotto a segno da Husni al-Za'im. Dopo un breve periodo di prigionia, fuggì in Egitto, in attesa di reinsediarsi alla presidenza, mentre una serie di colpi di Stato paralizzava la vita politica siriana.
Grazie all'opera del veterano politico Hāshim al-Atāssī si tennero nel 1955 in Siria delle libere elezioni, e Quwwatlī, a capo del Partito Nazionale (sorto dalle ceneri del Blocco Nazionale), venne eletto nuovamente Presidente della Repubblica.

Tuttavia questo secondo mandato fu per Quwwatlī poco influente per la vita politica interna della Siria.

Verso la fine degli anni '50 il movimento nazionalista pan-arabo era giunto anche in Siria e Quwwatlī presiedette all'unificazione della sua nazione con l'Egitto nella nuova realtà territoriale della Repubblica Araba Unita, alla cui guida si pose il presidente egiziano Gamāl ʿAbd al-Nāṣir.

Dal 1959 il presidente siriano entrò diverse volte in contrasto con Gamāl ʿAbd al-Nāṣir, che lo costrinse nuovamente all'esilio, segnando la fine della sua carriera politica.
Alla sua morte nel 1967, le autorità siriane negarono inizialmente la sepoltura nella sua terra natale, ma in seguito vennero organizzati dei sontuosi funerali di Stato, con la conseguente sepoltura a Damasco.
La figura di Quwwatlī è controversa, frutto della commistione di sincero nazionalismo e smodata ambizione politica. La sua tolleranza nei confronti della corruzione di molti suoi alleati gli permise di mantenersi al potere, ma al tempo stesso ciò lo condusse diverse volte a fronteggiare l'opposizione del suo mentore, Hāshim al-Atāssī.